# Mantova Sportiva 1936-1937
Questa pagina raccoglie le informazioni riguardanti il Mantova Sportiva nelle competizioni ufficiali della stagione 1936-1937.

## Stagione
Il Mantova con 27 punti si è piazzato in settima posizione,

## Rosa
| N. |                   | Ruolo | Calciatore         |
| -- | ----------------- | ----- | ------------------ |
|    | Italia (bandiera) | P     | Attilio Faccincani |
|    | Italia (bandiera) | P     | Ennio Vaini        |
|    | Italia (bandiera) | D     | Guido Bonazzi      |
|    | Italia (bandiera) | D     | Pierino Bonfanti   |
|    | Italia (bandiera) | D     | Amedeo Grossi      |
|    | Italia (bandiera) | D     | Arcangelo Rubini   |
|    | Italia (bandiera) | D     | Walter Vergani     |
|    | Italia (bandiera) | C     | Orazio Zecchi      |
|    | Italia (bandiera) | C     | Gino Ansaloni      |
|    | Italia (bandiera) | C     | Walter Corsanini   |

| N. |                      | Ruolo | Calciatore          |
| -- | -------------------- | ----- | ------------------- |
|    | Italia (bandiera)    | C     | Bruno Croci         |
|    | Italia (bandiera)    | C     | Marco Lorini        |
|    | Italia (bandiera)    | C     | Napoleone Moretti   |
|    | Italia (bandiera)    | C     | Gino Pasin          |
|    | Italia (bandiera)    | A     | Francesco Bernard   |
|    | Italia (bandiera)    | A     | Ermenegildo Filippi |
|    | Italia (bandiera)    | A     | Ermanno Frattini    |
|    | Italia (bandiera)    | A     | Emilio Mantovani    |
|    | Argentina (bandiera) | A     | Riziero Vallari     |

## Statistiche

### Statistiche di squadra
| Competizione | Punti | In casa | In casa | In casa | In casa | In casa | In casa | In trasferta | In trasferta | In trasferta | In trasferta | In trasferta | In trasferta | Totale | Totale | Totale | Totale | Totale | Totale | DR  |
| Competizione | Punti | G       | V       | N       | P       | Gf      | Gs      | G            | V            | N            | P            | Gf           | Gs           | G      | V      | N      | P      | Gf     | Gs     | DR  |
| ------------ | ----- | ------- | ------- | ------- | ------- | ------- | ------- | ------------ | ------------ | ------------ | ------------ | ------------ | ------------ | ------ | ------ | ------ | ------ | ------ | ------ | --- |
| Serie C      | ..    | ..      | ..      | .       | .       | ..      | ..      | ..           | .            | .            | .            | ..           | ..           | ..     | ..     | .      | .      | ..     | ..     | +.. |
| Coppa Italia |       | ..      | ..      | .       | .       | ..      | ..      | ..           | .            | .            | .            | ..           | ..           | ..     | ..     | .      | .      | ..     | ..     | +.. |
| Totale       |       | ..      | ..      | .       | .       | ..      | ..      | ..           | .            | .            | .            | ..           | ..           | ..     | ..     | .      | .      | ..     | ..     | +.. |

### Statistiche dei giocatori
| Giocatore  | Serie C  | Serie C | Coppa Italia | Coppa Italia | Totale   | Totale |
| Giocatore  | Presenze | Reti    | Presenze     | Reti         | Presenze | Reti   |
| ---------- | -------- | ------- | ------------ | ------------ | -------- | ------ |
| [[.\|. .]] | 0        | 0       | 0            | 0            | 0        | 0      |
| [[.\|. .]] | 0        | 0       | 0            | 0            | 0        | 0      |
| [[.\|. .]] | 0        | 0       | 0            | 0            | 0        | 0      |
| [[.\|. .]] | 0        | 0       | 0            | 0            | 0        | 0      |